# Franciszek Szlachcic

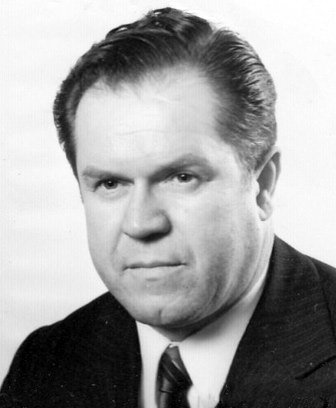
Franciszek Szlachcic

Franciszek Szlachcic (* 5. Februar 1920 in Byczyna, Jaworzno; † 4. November 1990 in Warschau) war ein polnischer Politiker der Polnischen Vereinigten Arbeiterpartei PZPR (Polska Zjednoczona Partia Robotnicza), der unter anderem zwischen 1974 und 1976 stellvertretender Ministerpräsident war.

## Leben
Szlachcic war vor und zu Beginn des Zweiten Weltkrieges als Verladearbeiter im Bergwerk seine Geburtsstadt Jaworzno beschäftigt. Danach war er in den kommunistischen Untergrundbewegungen Volksgarde (Gwardia Ludowa) und Volksarmee (Armia Ludowa) aktiv und zeitweise deren Kommandant im Powiat Chrzanowski. Er trat 1943 der Polnischen Arbeiterpartei PPR (Polska Partia Robotnicza) bei. Nach Ende des Zweiten Weltkrieges war er Mitarbeiter der Bürgermiliz MO (Milicja Obywatelska), der damaligen Polizeibehörde, sowie des Ministeriums für öffentliche Sicherheit MBP (Ministerstwo Bezpieczeństwa Publicznego). Nach der Zwangsvereinigung der PPR mit der von demokratischen Kräften gesäuberten Polnischen Sozialistischen Partei PPS (Polska Partia Socjalistyczna) am 21. Dezember 1948 wurde er Mitglied der daraus entstandenen Polnischen Vereinigten Arbeiterpartei PZPR (Polska Zjednoczona Partia Robotnicza). 
Er war 1953 Absolvent der Parteischule des ZK der PZPR und seit 1955 Mitarbeiter des Innenministeriums MSW (Ministerstwo Spraw Wewnętrznych ). Während dieser Zeit absolvierte er 1956 der Höheren Militärschule in Moskau und schloss 1960 ein Studium an der AGH Wissenschaftlich-Technischen Universität als Ingenieur für Metallurgie ab.
1962 wurde Szlachcic Unterstaatssekretär im Innenministerium und bekleidete diesen Posten bis 1971. Auf dem IV. Parteitag der PZPR (15. bis 20. Juni 1964) wurde er zunächst Kandidat des Zentralkomitees (ZK) und auf dem darauf folgenden V. Parteitag (11. bis 16. November 1968) erstmals Mitglied des ZK der PZPR, dem er bis 1975 angehörte. Darüber hinaus gehörte er von 1964 bis zu seinem Tode 1990 als Mitglied dem Generalrat der Kriegsveteranenvereinigung Verband der Kämpfer für Freiheit und Demokratie ZBoWiD (Związek Bojowników o Wolność i Demokrację). Nachdem er zwischen Januar und Februar 1971 Erster Vizeminister für Inneres war, wurde Brigadegeneral Szlachcic am 13. Februar 1971 als Nachfolger von Kazimierz Świtała schließlich Innenminister (Minister spraw wewnętrznych). Er bekleidete dieses Ministeramt jedoch nur bis zum 22. Dezember 1971 und wurde dann von Wiesław Ociepka abgelöst. 

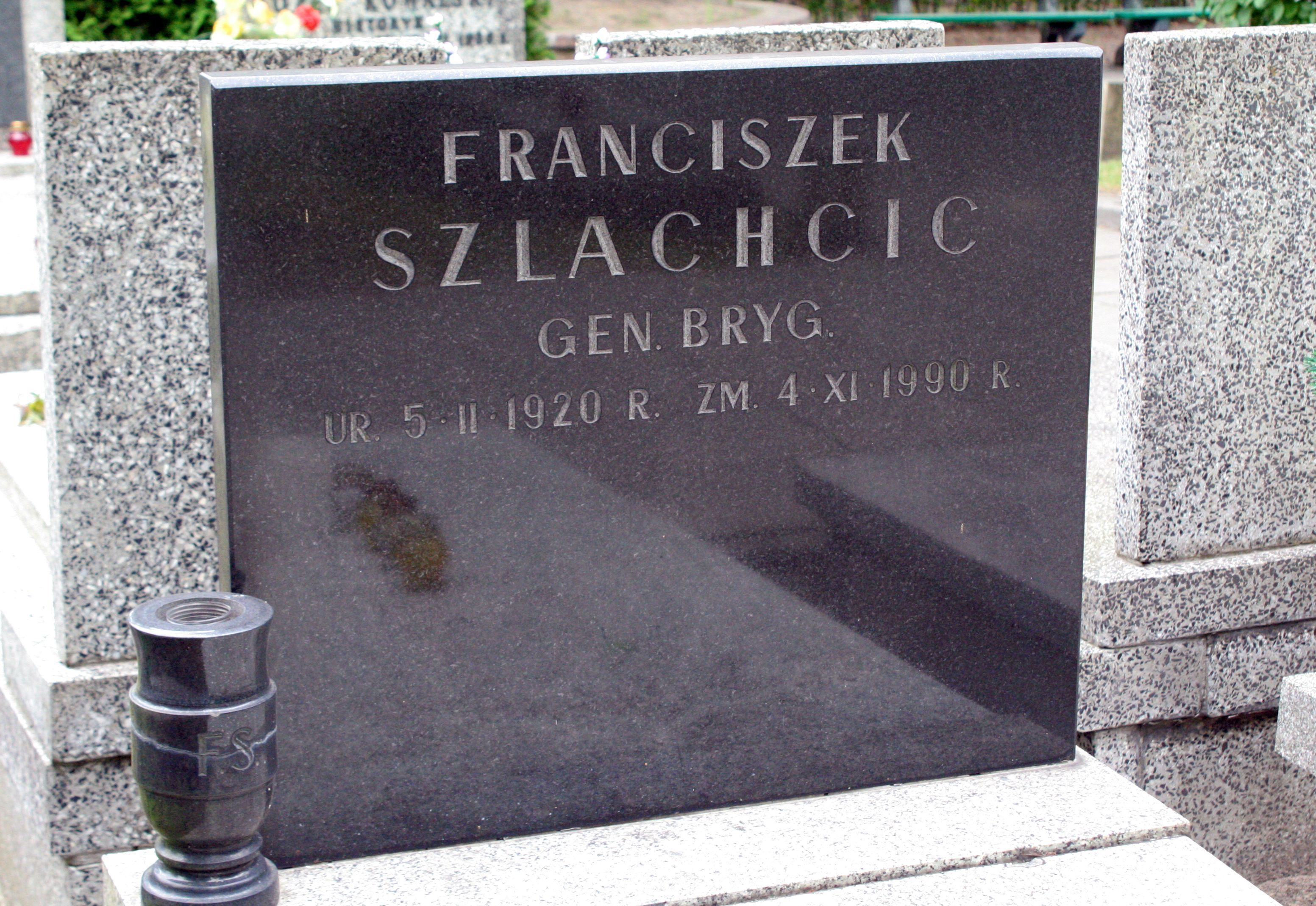
Grabstätte von Brigadegeneral Szlachcic auf dem Powązki-Militärfriedhof (Cmentarz Wojskowy na Powązkach) in Warschau

Auf dem VI. Parteitag der PZPR (6. bis 11. Dezember 1971) wurde er zudem Mitglied des Politbüros des ZK und gehörte diesem obersten Führungsgremium der Partei bis zum VII. Parteitag (8. bis 12. Dezember 1975) an. Des Weiteren war er zwischen dem 11. Dezember 1971 und Juni 1974 auch ZK-Sekretär. Am 28. März 1972 wurde er erstmals Mitglied des Sejm, in dem er bis zum 10. Februar 1976 den Wahlkreis Nr. 36 Chrzanów vertrat. Zugleich war er vom 28. März 1972 bis zum 25. Mai 1974 Mitglied des Staatsrates (Rada Państwa), des kollektiven Staatspräsidiums. Szlachcic bekleidete vom 29. Mai 1974 bis zum 27. März 1976 stellvertretender Ministerpräsident (Wiceprezes Rady Ministrów) in der Regierung von Ministerpräsidenten Piotr Jaroszewicz. Nach seinem Ausscheiden aus Politbüro, Regierung und Sejm verlor er Mitte der 1970er Jahre seinen politischen Einfluss und war zwischen 1976 und 1979 Präsident des Komitees  für Normung und Metrologie (Polskiego Komitetu Normalizacji i Miar) beziehungsweise zuletzt von 1979 bis 1985 Präsident des daraus hervorgegangenen Komitees für Normung, Messtechnik und Qualität (Polskiego Komitetu Normalizacji, Miar i Jakości). 
Für seine langjährigen Verdienste wurde Szlachcic mehrmals ausgezeichnet und erhielt unter anderem den Orden Banner der Arbeit (Order Sztandaru Pracy) Erster und Zweiter Klasse, den Orden des Kreuzes von Grünwald (Order Krzyża Grunwaldu) Dritter Klasse, das Tapferkeitskreuz (Krzyż Walecznych), die Medaille des 30-jährigen Bestehens der Volksrepublik Polen (Medal 30-lecia Polski Ludowej), den sowjetischen Orden der Oktoberrevolution sowie den sowjetischen Rotbannerorden. Nach seinem Tode wurde er auf dem Powązki-Militärfriedhof in Warschau beigesetzt.